# تپه قاریاغدی ۱
تپه قاریاغدی ۱ مربوط به هزاره اول ق است و در شهرستان میاندوآب، بخش مرکزی، دهستان زرینه‌رود شمالی، جنوب روستای قاریاغدی واقع شده و این اثر در تاریخ ۲۷ بهمن ۱۳۸۷ با شمارهٔ ثبت ۲۴۶۴۲ به‌عنوان یکی از آثار ملی ایران به ثبت رسیده است.
در این تپه که قبرستان روستا بوده یک امام زاده واقع میباشدودربین اهالی روستا قداست خاصی داردو مردم برای حل مشکلات و گرفتن حاجات برای آن امام زاده نذر می‌کنند. معروف است که دو سید که خواهر و برادر بودند در آنجا دفن شده‌اند و این نیز بین اهلی معروف است که آن دو بزرگوار در سفر خود در آنجا مریض شده و بعد فوت دفن می‌شوند
بیشترمردم روستا به شغل چوب فروشی، باغ داری سیب وهلوو انگور مشغول هستند.
معنی ومعادل فارسی نام روستا (برف بارید) است؛ و اسم روستا در بین تمام نامهای روستاهای ترک وآذری زبان دنیا، اسم تک و بامسما و دارای شخصیت منحصر به خود است.
چشمه روستا، در دل کوه کوچک واقع بود، که متأسفانه به علت خشکسالی‌های سالهای ۱۳۷۰ تا ۱۳۹۴. خشک شده، ولی نشان از تمدن ناشناخته‌ای از عصر مس و آهن را در خود دارد.
- فهرست آثار ملی ایران
- سازمان میراث فرهنگی، صنایع دستی و گردشگری